# Serie A (Italia) 1967-68
La Serie A 1967–68 fue la 66.ª edición del campeonato de fútbol de más alto nivel en Italia y la 36.ª bajo el formato de grupo único. AC Milan ganó su 9° scudetto.

## Equipos participantes
| Equipo         | Ciudad    | Estadio              |
| -------------- | --------- | -------------------- |
| Atalanta       | Bérgamo   | Comunale (Bérgamo)   |
| Bologna        | Bolonia   | Comunale (Bolonia)   |
| Brescia        | Brescia   | Mario Rigamonti      |
| Cagliari       | Cagliari  | Amsicora             |
| Fiorentina     | Florencia | Comunale (Florencia) |
| Internazionale | Milán     | San Siro             |
| Juventus       | Turín     | Comunale (Turín)     |
| Mantova        | Mantua    | Danilo Martelli      |
| Milan          | Milán     | San Siro             |
| Napoli         | Nápoles   | San Paolo            |
| Roma           | Roma      | Olímpico de Roma     |
| S.P.A.L.       | Ferrara   | Comunale (Ferrara)   |
| Sampdoria      | Génova    | Luigi Ferraris       |
| Torino         | Turín     | Comunale (Turín)     |
| Varese         | Varese    | Franco Ossola        |
| Vicenza        | Vicenza   | Romeo Menti          |

## Clasificación
| Pos. | Equipo         | Pts. | PJ | G  | E  | P  | GF | GC | Dif. | Clasificación                                |
| ---- | -------------- | ---- | -- | -- | -- | -- | -- | -- | ---- | -------------------------------------------- |
| 1    | Milan (C)      | 46   | 30 | 18 | 10 | 2  | 53 | 24 | +29  | Clasificado a la Copa de Campeones de Europa |
| 2    | Napoli         | 37   | 30 | 13 | 11 | 6  | 34 | 24 | +10  | Clasificado a la Copa de Ferias              |
| 3    | Juventus       | 36   | 30 | 13 | 10 | 7  | 33 | 29 | +4   | Clasificado a la Copa de Ferias              |
| 4    | Fiorentina     | 35   | 30 | 13 | 9  | 8  | 35 | 23 | +12  | Clasificado a la Copa de Ferias              |
| 5    | Internazionale | 33   | 30 | 13 | 7  | 10 | 46 | 34 | +12  |                                              |
| 6    | Bologna        | 33   | 30 | 11 | 11 | 8  | 30 | 23 | +7   | Clasificado a la Copa de Ferias              |
| 7    | Torino         | 32   | 30 | 12 | 8  | 10 | 44 | 31 | +13  | Clasificado a la Recopa de Europa            |
| 8    | Varese         | 32   | 30 | 12 | 8  | 10 | 28 | 27 | +1   |                                              |
| 9    | Cagliari       | 31   | 30 | 12 | 7  | 11 | 44 | 38 | +6   |                                              |
| 10   | Sampdoria      | 27   | 30 | 6  | 15 | 9  | 27 | 34 | −7   |                                              |
| 11   | Roma           | 27   | 30 | 7  | 13 | 10 | 25 | 35 | −10  |                                              |
| 12   | Vicenza        | 25   | 30 | 8  | 9  | 13 | 22 | 30 | −8   |                                              |
| 13   | Atalanta       | 25   | 30 | 10 | 5  | 15 | 26 | 42 | −16  |                                              |
| 14   | S.P.A.L. (D)   | 22   | 30 | 10 | 2  | 18 | 24 | 38 | −14  | Descenso a Serie B                           |
| 15   | Brescia (D)    | 22   | 30 | 8  | 6  | 16 | 20 | 35 | −15  | Descenso a Serie B                           |
| 16   | Mantova (D)    | 17   | 30 | 3  | 11 | 16 | 13 | 37 | −24  | Descenso a Serie B                           |

 Fuente: BDFutbol
|             |
| Campeón     |
| A. C. Milan |
| 9º título   |

## Resultados
| Local \ Visitante | ATA | BOL | BRE | CAG | FIO | INT | JUV | MAN | MIL | NAP | ROM | SPA | SAM | TOR | VAR | VIC |
| ----------------- | --- | --- | --- | --- | --- | --- | --- | --- | --- | --- | --- | --- | --- | --- | --- | --- |
| Atalanta          | —   | 1–0 | 1–3 | 2–1 | 0–3 | 3–1 | 0–0 | 2–0 | 0–3 | 1–0 | 2–1 | 1–0 | 1–0 | 1–1 | 4–0 | 1–0 |
| Bologna           | 5–0 | —   | 0–3 | 2–1 | 0–1 | 2–1 | 0–0 | 1–0 | 1–1 | 1–2 | 1–0 | 2–3 | 0–0 | 2–0 | 1–0 | 2–0 |
| Brescia           | 2–1 | 0–0 | —   | 2–1 | 1–1 | 2–0 | 0–1 | 0–1 | 1–2 | 0–0 | 1–0 | 0–1 | 1–2 | 0–5 | 0–1 | 0–0 |
| Cagliari          | 2–1 | 1–1 | 3–0 | —   | 3–1 | 3–2 | 2–0 | 2–2 | 2–2 | 1–1 | 1–2 | 2–0 | 3–3 | 2–0 | 2–1 | 1–1 |
| Fiorentina        | 1–0 | 1–0 | 0–1 | 1–0 | —   | 1–1 | 2–0 | 2–0 | 0–2 | 3–0 | 0–0 | 2–0 | 0–0 | 1–1 | 3–1 | 3–1 |
| Internazionale    | 3–0 | 1–0 | 3–0 | 0–2 | 3–1 | —   | 0–0 | 3–0 | 1–1 | 1–2 | 1–1 | 2–0 | 2–0 | 1–0 | 1–0 | 1–0 |
| Juventus          | 2–1 | 0–0 | 2–1 | 2–0 | 2–2 | 3–2 | —   | 3–1 | 1–2 | 1–1 | 0–1 | 2–0 | 3–1 | 0–4 | 3–0 | 1–0 |
| Mantova           | 1–0 | 0–0 | 1–0 | 0–1 | 1–2 | 0–0 | 0–0 | —   | 0–1 | 0–1 | 0–0 | 0–1 | 0–1 | 0–0 | 0–0 | 1–1 |
| Milan             | 0–0 | 4–2 | 1–0 | 0–1 | 0–0 | 1–1 | 0–0 | 3–1 | —   | 2–1 | 3–0 | 3–2 | 2–0 | 2–1 | 1–0 | 2–0 |
| Napoli            | 1–0 | 0–0 | 0–0 | 1–0 | 1–0 | 2–1 | 1–2 | 0–0 | 1–1 | —   | 2–0 | 1–0 | 1–1 | 2–2 | 5–0 | 1–1 |
| Roma              | 1–1 | 0–0 | 2–0 | 2–3 | 2–1 | 2–6 | 0–0 | 2–2 | 1–1 | 2–1 | —   | 1–1 | 1–1 | 0–2 | 1–0 | 0–0 |
| S.P.A.L.          | 1–0 | 1–3 | 3–1 | 1–0 | 1–0 | 1–2 | 0–1 | 1–0 | 1–4 | 1–2 | 0–1 | —   | 1–0 | 0–0 | 1–3 | 3–0 |
| Sampdoria         | 0–0 | 1–2 | 1–0 | 1–1 | 1–1 | 2–2 | 1–1 | 3–0 | 0–3 | 1–1 | 1–1 | 1–0 | —   | 1–1 | 1–1 | 1–0 |
| Torino            | 4–1 | 0–1 | 2–0 | 2–1 | 0–2 | 2–3 | 2–1 | 4–1 | 2–3 | 1–2 | 2–1 | 1–0 | 4–2 | —   | 0–0 | 1–0 |
| Varese            | 2–0 | 0–0 | 0–0 | 2–1 | 0–0 | 1–0 | 5–0 | 1–1 | 2–1 | 1–0 | 2–0 | 2–0 | 1–0 | 2–0 | —   | 0–0 |
| Vicenza           | 4–1 | 1–1 | 0–1 | 3–1 | 1–0 | 2–1 | 0–2 | 2–0 | 2–2 | 0–1 | 0–0 | 1–0 | 0–0 | 1–0 | 1–0 | —   |